# Umm al Qiţţayn
Umm al Qiţţayn (arabiska: أم القطّين) är en kommunhuvudort i Jordanien.   Den ligger i guvernementet Mafraq, i den norra delen av landet, 80 km nordost om huvudstaden Amman. Umm al Qiţţayn ligger 962 meter över havet och antalet invånare är 4 225.
Terrängen runt Umm al Qiţţayn är huvudsakligen platt, men österut är den kuperad. Runt Umm al Qiţţayn är det mycket glesbefolkat, med 5 invånare per kvadratkilometer. Närmaste större samhälle är Şabḩā, 12,0 km väster om Umm al Qiţţayn. Trakten runt Umm al Qiţţayn är ofruktbar med lite eller ingen växtlighet.